# FEDAC
Die FEDAC (Fundación para la Etnografía y el Desarrollo de la Artesanía Canaria)  ist eine Stiftung des Cabildo Insular de Gran Canaria mit Sitz in Las Palmas de Gran Canaria. Die FEDAC-Datenbank ist vergleichbar einem digitalen Landesarchiv.

## Beschreibung
Ihre Ziele sind es, die indigenen kulturellen Elemente, vor allem in der Pflege und Entwicklung des Handwerks von Gran Canaria zu dokumentieren und zu schützen. Seit 1992 ist die Sammlung für die Öffentlichkeit zugänglich. 
Bereits 1979 wurde das staatliche Archiv angelegt, um Fertigungstechniken der Handwerker und Fotografen auf der Insel Gran Canaria zu sichern. Die fast 100.000 Fotografien stammen zum Teil aus verschiedenen Fonds und Sammlungen des Archivs der historischen Fotografie (Archivo de Fotografía Histórica).
Diese Arbeit wurde 1982 durch das kanarische Institut für Volkskunde, der Abteilung für Kunst des Ministeriums für Handel, Industrie und Handwerk und 1987 durch das Cabildo de Gran Canaria ergänzt und führte schließlich 1992 zur Gründung der FEDAC. 
Als Ergebnis bietet die Stiftung heute im Audiovisualfundus über 120.000 Bilder und 1.000 Stunden Video, die in verschiedene Sammlungen untergliedert sind, wie institutionelle Registrierung, Prozesse und Arten von Handwerk, Möbel und traditionelles Handwerk, bewegliche und unbewegliche Objekte von ethnographischen Interesse. Der größte Teil der Dokumente befindet sich in der Fotografikdatenbank.
Ein Teil der FEDAC-Sammlung befindet sich im Archivo de El Museo Canario.